# پوئبلو، نیومکزیکو
پوئبلو (به انگلیسی: Pueblo) یک منطقهٔ مسکونی در ایالات متحده آمریکا است که در نیومکزیکو واقع شده‌است. پوئبلو ۱۲۵ نفر جمعیت دارد و ۱٬۸۵۱٫۰۷ متر بالاتر از سطح دریا واقع شده‌است.